# Pseudeuophrys nebrodensis
Pseudeuophrys nebrodensis là một loài nhện trong họ Salticidae.
Loài này thuộc chi Pseudeuophrys. Pseudeuophrys nebrodensis được Alicata & Cantarella miêu tả năm 2000.